# Carevići
Carevići su naselje u Hrvatskoj u sastavu Grada Vrbovskog. Nalaze se u Primorsko-goranskoj županiji.

## Zemljopis
Južno su Gornji Vukšići, jugozapadno su Donji Vukšići, zapadno-jugozapadno su Matići, sjeverozapadno su Petrovići, Donji Vučkovići i Gornji Vučkovići, sjeveroistočno su Moravice, istočno-jugoistočno su Žakule, jugoistočno su Tići.

## Stanovništvo
| broj stanovnika | 63    | 77    | 91    | 110   | 92    | 105   | 110   | 89    | 64    | 62    | 63    | 62    | 35    | 27    | 24    | 17    | 13    |
|                 | 1857. | 1869. | 1880. | 1890. | 1900. | 1910. | 1921. | 1931. | 1948. | 1953. | 1961. | 1971. | 1981. | 1991. | 2001. | 2011. | 2021. |